# Kito (Vorname)
Kito ist ein männlicher Vorname. Es ist die niedersorbische Form von Christian und Christoph.

## Namensträger
- Kito Wylem Broniš (Christian Wilhelm Bronisch, 1788–1881), niedersorbischer evangelischer Pfarrer und Sprachwissenschaftler
- Kito Lorenc (1938–2017), sorbischer Schriftsteller, Lyriker und Übersetzer
- Kito Fryco Stempel (Christian Friedrich Stempel, 1787–1867), niedersorbischer evangelischer Pfarrer und Schriftsteller
- Kito Šwjela (1836–1922), niedersorbischer Pädagoge, Kantor, Schriftsteller, Publizist und Übersetzer